# Frampton (Lincolnshire)
Frampton è un villaggio e parrocchia civile dell'Inghilterra, appartenente alla contea del Lincolnshire.